# Porta Sant'Angelo (Deruta)
La Porta Sant'Angelo è una porta cittadina e uno dei tre accessi al centro storico di Deruta, comune in provincia di Perugia. 

## Storia
Ha subito nei secoli numerosi interventi di restauro; l'ultimo, condotto nel 1855 e consistito essenzialmente nell'aver ricoperto il fronte della porta con lastre di terracotta, ne ha definitivamente trasformato l'aspetto medievale. Tracce dell'antica cinta muraria sono comunque visibili ai lati della porta dove si individuano i basamenti dei torrioni che l'affiancavano, mentre a destra un sentiero sopra i giardini rende visibile un tratto delle mura ancora ben conservato.
Aperta al traffico motorizzato, la porta è orientata in direzione sud-est verso il paese di Castelleone, borgo fortificato alleato di Deruta a ridosso degli antichi confini con Todi.